# Róbert Švehla
Róbert Švehla (Martin, 2 gennaio 1969) è un ex hockeista su ghiaccio slovacco, fino al 1992 cecoslovacco.

## Palmarès

### Olimpiadi invernali
- 1 medaglia:
  - 1 bronzo (Albertville 1992[1])

### Mondiali
- 2 medaglie:
  - 2 bronzi (Cecoslovacchia 1992[1]; Finlandia 2003[2])